# Fiona Lewis
Pour les articles homonymes, voir Lewis.
Fiona Lewis est une actrice britannique, née le 28 septembre 1946.

## Biographie
Elle fut d'abord habituée aux rôles de « victimes », dans Le Bal des vampires ou dans le Dracula de 1973 aux côtés de Jack Palance. Elle apparut également dans des épisodes de séries télévisées, comme Le Saint (1966).

## Filmographie
- 1965 : Dis-moi qui tuer : Pompon
- 1966 : Fumo di Londra : Elizabeth
- 1967 : Le Bal des vampires (Dance of the Vampires) : Magda, la servante
- 1968 : Otley : Lin
- 1968 : Joanna : Miranda De Hyde
- 1969 : Where's Jack? : Edgworth Bess Lyon
- 1970 : A Day at the Beach : Melissa
- 1971 : The Chairman's Wife : Elaine Beckwith
- 1971 : Villain : Venetia
- 1972 : Les Fossés de Vincennes, téléfilm de Pierre Cardinal :  Charlotte de Rohan
- 1972 : Le Retour de l'abominable Docteur Phibes (Dr. Phibes Rises Again) : Diana Trobridge, l'amie de Darius
- 1972 : Madigan (épisode : Enquête à Londres) : Cathy
- 1973 : Blue Blood : Lily
- 1973 : Dracula et ses femmes vampires (téléfilm) : Lucy Westenra
- 1975 : Lisztomania de Ken Russell : Marie d'Agoult
- 1976 : L'Enfer des mandingos (Drum) de Steve Carver : Augusta Chauvet
- 1977 : Les Dents d'acier (¡Tintorera!) : Patricia
- 1977 : Les Risque-tout : B.J. Parswell
- 1978 : Furie (The Fury) : Dr Susan Charles
- 1979 : Double Take : Sheila
- 1979 : Wanda Nevada : Dorothy Deerfield
- 1981 : Strange Behavior (en) de Michael Laughlin : Gwen Parkinson
- 1983 : Les envahisseurs sont parmi nous (Strange Invaders) : La serveuse / La dame Avon
- 1986 : Charlie Barnett's Terms of Enrollment (vidéo) : Opératrice #2
- 1987 : L'Aventure intérieure (Innerspace) : Dr Margaret Canker